# Thiết giáp hạm Định Viễn
Định Viễn (giản thể: 定远; phồn thể: 定遠; bính âm: Dìngyǔan; Wade–Giles: Ting Yuen hoặc Ting Yuan) là một kỳ hạm và thiết giáp hạm bọc thép lớp Định Viễn của Hạm đội Bắc Dương nhà Thanh. Tàu chị em của nó là thiết giáp hạm Trấn Viễn.

## Bối cảnh
Nhằm thực hiện tham vọng hiện đại hóa hải quân sau chiến tranh Pháp - Thanh, tổng đốc Lý Hồng Chương đã cho mua chiến hạm từ những nhà đóng tàu tiếng tăm ở châu Âu, cụ thể là Anh và Đức để có được những công nghệ tiên tiến nhất. Sau nhiều cuộc thương lượng, một hợp đồng trị giá 1,7 triệu lạng bạc (6,2 triệu mark Đức vàng) đã được ký kết với xưởng đóng tàu Vulcan của Đức tại Stettin để đóng phiên bản mở rộng của tàu frigate lớp Sachsen. Xét về trọng lượng rẽ nước, giáp và trang bị vũ khí, chiến hạm này đã giúp đưa vị thế của hạm đội Bắc Dương lên ngang bằng với các hạm đội của các cường quốc châu Âu đang có mặt tại Viễn Đông. Tàu bắt đầu được đóng ngày 31 tháng 3 năm 1881 và hạ thủy ngày 28 tháng 12 năm 1881 dưới sự giám sát của đại diện nhà Thanh tại Đức, Hứa Cảnh Trừng. Các chuyến thử nghiệm trên biển bắt đầu từ ngày 2 tháng 5 năm 1883.